# 塔爾諾韋齊河
塔爾諾韋齊河（烏克蘭語：Тарновець），是烏克蘭的河流，位於該國西部伊萬諾-弗蘭科夫斯克州，屬於里布尼齊亞河的左支流，流經科索夫區，河道全長14公里，流域面積17平方公里。